# Terri Dunning
Terri Dunning (Stafford, 11 marzo 1985) è una nuotatrice britannica.

## Carriera
Convocata per gli europei del 2006, ha vinto la medaglia d'oro competendo nella staffetta 4x100m misti.

## Palmarès
- Europei

Budapest 2006: oro nella 4x100m misti.
- Giochi del Commonwealth

Glasgow 2006: argento nella 4x100m misti e bronzo nei 200m farfalla.